# Jean Chrétien
Jean Chrétien (Shawinigan, Quebec 1934) és un polític quebequès, Primer ministre del Canadà del 1993 al 2003.

## Biografia
El 1958 es graduà en dret. Ingressà al Partit Liberal i fou diputat al parlament canadenc del 1963 al 1986. Sota el mandat de Pierre Elliott Trudeau (1968-84), presidí diversos ministeris, i en el referèndum del 1980 sobre la independència del Quebec destacà la seva campanya pel vot negatiu. El 1984 disputà sense èxit el lideratge del partit a John Napier Turner, càrrec que aconseguí el 1990, en què retornà novament al parlament.

### Primer ministre
Fou nomenat primer ministre després de les eleccions federals del Canadà de 1993, quan derrotà amb el 49% del vot popular la conservadora Kim Campbell, i revalidà el càrrec per majoria absoluta als comicis de 1997 i el 2000. Durant el seu mandat es va constituir la nova província de Nunavut en 1999, primera amb majoria de població indígena, i se celebrà un segon referèndum al Quebec en 1995, que guanyaren els contraris al sobiranisme per un escàs marge de vots. Per això el 2000 presentà la introduí la Llei de la claredat, per la qual s'obre al control federal qualsevol futur referèndum sobre l'estatus del Quebec.
El 2002, anticipant-se a la jubilació de Chrétien, el seu ministre d'economia Paul Martin i altres membres del partit havien començat a fer campanya per al nou lideratge del Partit Liberal. Les tensions entre Chrétien i Martin que van culminar el juny de 2002 amb la destitució de Paul Martin del seu càrrec de ministre de Finances però aquesta maniobra no va permetre a Jean Chrétien mantenir el seu lideratge i va anunciar la seva retirada de la vida política per avançat a l'agost de 2002. Paul Martin fou elegit cap del Partit Liberal el 14 de novembre i Chrétien deixà el poder el el 12 de desembre de 2003.